# 하야시 유 (정치인)
하야시 유(일본어: 林 迶, 1924년 5월 19일 ~ 1994년 2월 11일)는 일본의 정치인이다. 참의원 의원(3기, 자유민주당). 노동대신(제48대).

## 학력
- 메이지 대학 정치 경제 학부